# Campeonato Europeo de Gimnasia Artística de 1996
El XXII Campeonato Europeo de Gimnasia Artística se celebró en dos sedes distintas: el concurso masculino en Copenhague (Dinamarca) entre el 9 y el 12 de mayo y el concurso femenino en Birmingham (Reino Unido) entre el 16 y el 19 de mayo de 1996. El evento fue organizado por la Unión Europea de Gimnasia (UEG).

## Resultados

### Masculino
| Evento                 | Oro                                                               | Plata                                                      | Bronce                                                                 |
| ---------------------- | ----------------------------------------------------------------- | ---------------------------------------------------------- | ---------------------------------------------------------------------- |
| Concurso completo ind. | Ivan Ivankov · Bielorrusia · 57,898 pts.                          | Vitali Shcherbo · Bielorrusia · 57,874 pts.                | Alexéi Voropayev · Rusia · 57,536 pts.                                 |
| Suelo                  | Vitali Shcherbo · Bielorrusia · 9,800                             | Evgeni Podgorni · Rusia · 9,725                            | Grigori Misutin · Ucrania · 9,687                                      |
| Caballo con arcos      | Donghua Li · Suiza · 9,812                                        | Ivan Ivankov · Bielorrusia · 9,750                         | Patrice Casimir Francia 9,712                                          |
| Anillas                | Juri Chechi · Italia · 9,837                                      | Yordan Yovchev · Bulgaria · Marius Toba · Alemania · 9,750 |                                                                        |
| Salto de potro         | Vitali Shcherbo · Bielorrusia · 9,643                             | Dieter Rehm · Suiza · 9,556                                | Cristian Leric · Rumania · 9,512                                       |
| Paralelas              | Vitali Shcherbo · Bielorrusia · Rustam Sharipov · Ucrania · 9,725 |                                                            | Ivan Ivankov · Bielorrusia · 9,712                                     |
| Barra fija             | Krasimir Dounev · Bulgaria · Alexéi Voropayev · Rusia · 9,762     |                                                            | Vitali Shcherbo · Bielorrusia · Alexandre Svetlichni · Ucrania · 9,725 |
| Concurso por equipos   | Rusia · 171,885                                                   | Ucrania · 171,285                                          | Bielorrusia · 170,997                                                  |

### Femenino
| Evento                 | Oro                                                                                      | Plata                                           | Bronce                                                  |
| ---------------------- | ---------------------------------------------------------------------------------------- | ----------------------------------------------- | ------------------------------------------------------- |
| Concurso completo ind. | Lilia Podkopayeva · Ucrania · 39,205 pts.                                                | Svetlana Boginskaya · Bielorrusia · 39,106 pts. | Lavinia Miloşovici · Rumania · 39,067 pts.              |
| Salto de potro         | Simona Amânar · Rumania · 9,774                                                          | Gina Gogean · Rumania · 9,768                   | Lilia Podkopayeva · Ucrania · 9,756                     |
| Barras asimétricas     | Simona Amânar · Rumania · Svetlana Jorkina · Rusia · Lilia Podkopayeva · Ucrania · 9,825 |                                                 |                                                         |
| Barra                  | Rozalia Galiyeva · Rusia · 9,725                                                         | Gina Gogean · Rumania · 9,712                   | Yelena Piskun · Bielorrusia · 9,650                     |
| Suelo                  | Lavinia Miloşovici · Rumania · Lilia Podkopayeva · Ucrania · 9,862                       |                                                 | Joana Juárez · España · Dina Kochetkova · Rusia · 9,800 |
| Concurso por equipos   | Rumania · 116,161                                                                        | Rusia · 115,659                                 | Ucrania · 114,922                                       |

## Medallero
| Núm. | País        | Oro | Plata | Bronce | Total |
| ---- | ----------- | --- | ----- | ------ | ----- |
| 1    | Bielorrusia | 4   | 3     | 4      | 11    |
| 2    | Rumania     | 4   | 2     | 2      | 8     |
| 2    | Rusia       | 4   | 2     | 2      | 8     |
| 4    | Ucrania     | 4   | 1     | 4      | 9     |
| 5    | Bulgaria    | 1   | 1     | 0      | 2     |
| 5    | Suiza       | 1   | 1     | 0      | 2     |
| 7    | Italia      | 1   | 0     | 0      | 1     |
| 8    | Alemania    | 0   | 1     | 0      | 1     |
| 9    | España      | 0   | 0     | 1      | 1     |
| 9    | Francia     | 0   | 0     | 1      | 1     |
|      | TOTAL       | 19  | 11    | 14     | 44    |